# Ende (Indonesia)
Ende (del indonesio: Kota Ende ‘Ciudad de Ende’) es la capital de la regencia de Ende, perteneciente a la provincia de Nusa Tenggara Timur de Indonesia. Se ubica en la costa sur de la isla de Flores. Ende es la ciudad más poblada en la isla.